# Azzano Decimo
Azzano Decimo is een gemeente in de Italiaanse provincie Pordenone (regio Friuli-Venezia Giulia) en telt 13.711 inwoners (31-12-2004). De oppervlakte bedraagt 51,4 km², de bevolkingsdichtheid is 253 inwoners per km².
De volgende frazioni maken deel uit van de gemeente: Corva, Fagnigola, Tiezzo.

## Demografie
Azzano Decimo telt ongeveer 5202 huishoudens. Het aantal inwoners steeg in de periode 1991-2001 met 7,8% volgens cijfers uit de tienjaarlijkse volkstellingen van ISTAT.
| Jaar | Inwoneraantal |
| ---- | ------------- |
| 1991 | 11.949        |
| 2001 | 12.880        |

## Geografie
De gemeente ligt op ongeveer 14 m boven zeeniveau.
Azzano Decimo grenst aan de volgende gemeenten: Chions, Fiume Veneto, Pasiano di Pordenone, Pordenone, Pravisdomini.

## Sport
In 1993 is het WK veldrijden in frazione Corva georganiseerd.